# Aptychella chlorophyllosa
Aptychella chlorophyllosa är en bladmossart som beskrevs av Pierre Tixier 1977. Aptychella chlorophyllosa ingår i släktet Aptychella och familjen Sematophyllaceae. Inga underarter finns listade i Catalogue of Life.